# محمد رضا زاهدي
محمد رضا زاهدي يُعرف أيضًا باسم حسن مهدوي (2 نوفبر 1960 - 1 أبريل 2024) كان ضابطًا عسكريًا إيرانيًا كبيرًا في فيلق الحرس الثوري الإيراني. تولى سابقًا قيادة القوات الجوفضائية والقوات البرية لحرس الثورة الإسلامية، وكان أحد كبار قادة فيلق القدس وقت وفاته. قُتِل في غارة جوية إسرائيلية على العاصمة السورية دمشق خلال الحرب بين الفلسطينية الإسرائيلية 2023.

## اغتياله
في تمام الساعة الخامسة مساءً من يوم الاثنين الموافق 1 أبريل 2024، تعرض مبنى القنصلية الإيرانية في دمشق إلى ضربات جوية إسرائيلية؛ مما خلف قتلى وجرحى. كشفت مصادر إيرانية لاحقًا أن القصف أسفر عن مقتل زاهدي عن عمر ناهز الثالثة والستين. أطلق الحرس الثوري الإيراني عملية الوعد الصادق بعد هذه الحادثة باثني عشر يومًا ردًا عليها.